# Neurogenética

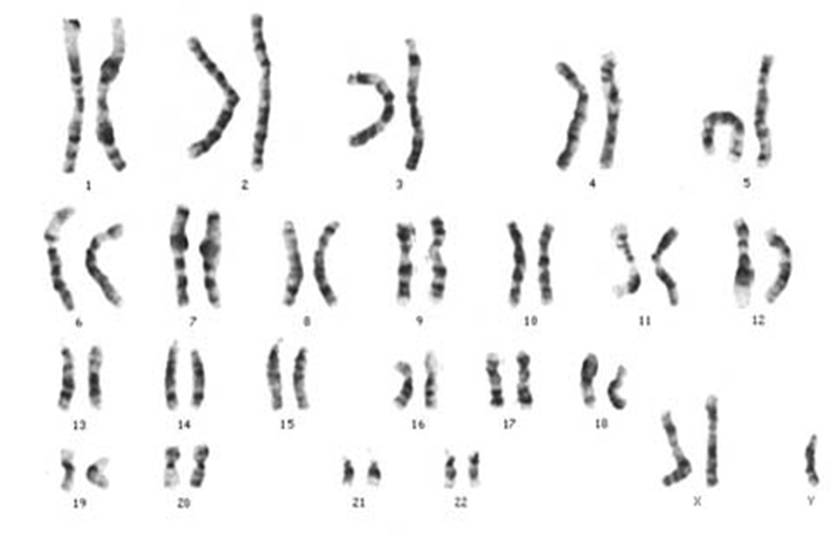
Cariograma humano

La neurogenética estudia la función de los genes en el desarrollo y función del sistema nervioso. Considera características neuronales como fenotipos (i.e. manifestaciones, medibles o no, del perfil genético de un individuo), y está principalmente basado en la observación de que los sistemas nerviosos de los individuos, incluso en aquellos pertenecientes a la misma especie, pueden no ser idénticos. Como el nombre sugiere,  trata aspectos de  estudios en neurociencia y genética, centrándose en cómo el código genético un organismo lleva afecta al expresión de sus rasgos. Las mutaciones en esta secuencia genética pueden tener una gran variedad de efectos en la calidad de vida del individuo. Las enfermedades neurológicas, el comportamiento y la personalidad son estudiados en el contexto de la neurogenética.  El campo de la neurogenética surge en los 1900s tardíos, siendo estos avances paralelos a la tecnología disponible. Actualmente, las tecnologías de vanguardia ayudan a la investigación dentro de esta área.
- Datos: Q17165278
- Multimedia: Neurogenetics / Q17165278